# Ölmühle Goch
Die Ölmühle Goch war eine am Stadtgraben der Niers gelegene Wassermühle in der Stadt Goch mit unterschlächtigem Wasserrad.

## Geographie
Die Ölmühle Goch hatte ihren Standort jenseits des Mühlentores, am Stadtgraben der Niers, in der Stadt Goch, Kreis Kleve, in Nordrhein-Westfalen. Oberhalb hatte die Walkmühle Goch, unterhalb die Bimmener Mühle ihren Standort.
Die Niers hat hier eine Höhe von ca. 17 m über NN. Die Pflege und Unterhaltung des Gewässers obliegt dem Niersverband, der in Viersen seinen Sitz hat.

## Geschichte
Mit der Besiedlung und der 1261 erstmaligen Erwähnung der Stadt Goch, entwickelte sich am Niersbogen und am Stadtgraben eine wirtschaftliche Grundlage zur Errichtung von Wassermühlen. Die Lage war so ausgezeichnet, dass auf kurzer Strecke fünf Mühlen die Wasserkraft der Niers nutzen konnten. Im sogenannten Mühlenviertel beim Mühlentor waren dies die Ölmühle Goch, Walkmühle Goch, Kornmühle Goch, Lohmühle Goch und etwas entfernt und später die Susmühle.
In den Gocher Schöffenbriefen von 1272 und 1275, wurde die Existenz einer Mühle übermittelt, in denen ein Gerhardus molendarius – Müller Gerhard genannt war. 1362 gab die Graefenthaler Äbtissin Isabel von Geldern – eine Schwester des Herzogs – die ihre zur Nutzung überlassenen Mühlen an die Stadt Goch. Mit Zustimmung des Herzogs wurde daraus ein Erbpachtrecht, dass bei Bedarf mit dem Recht verbunden war, den Bau weiterer Wind- und Wassermühlen zu ermöglichen. Zu den bestehenden Wassermühlen errichtete man auch Windmühlen, die wegen jahreszeitlichen Beschränkungen mit Rücksicht auf die Nierswiesen, immer mehr an Bedeutung erlangten.
Die Ölmühle Goch war eine der Mühlen, die der Herzog und die Abtissin der Stadt Goch überlassen haben. 1819 wird die Mühle von den Erbmühlenpächtern Erben Jansen für 3150 Taler gekauft. Unter 1831 wird berichtet: Die zu Goch vor dem Mühlentor gelegene Wasserölmühle, welche bei Mangel an Wasser auch mit Pferden betrieben werden kann, nebst dem dabei gelegenen Wohnhause, Scheune, Stallungen, zwei Gemüsegärten und zwei Wiesen soll verkauft werden. (Anzeiger Düsseldorf 1831 Nr. 2. S. 12) 1836 ist Johann Mathias Janssen als Eigentümer genannt. Die Mühle beschäftigt einen Arbeiter, hat 1 Presse und erbringt eine jährliche Produktionsleistung von 200 Zentner a. 17 Taler per Zentner. Im Jahre 1859 ist Heinrich van Bogardt als Eigentümer angegeben. 1906 wurde die Mühle stillgelegt und später zum Wohnhaus umgebaut. Anfang der 1990er Jahre wurde das Haus abgebrochen.

## Galerie

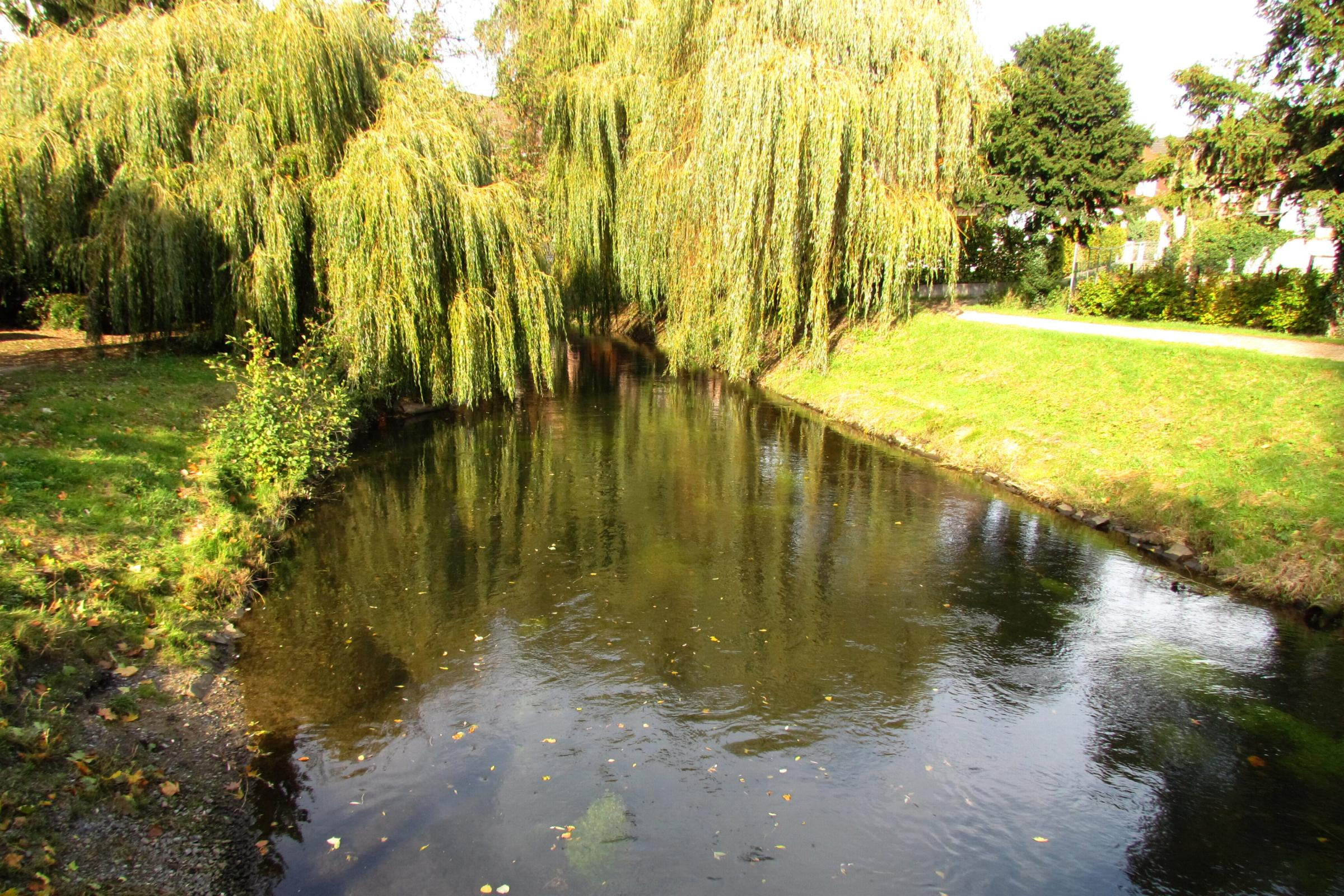
Niersverlauf in Goch
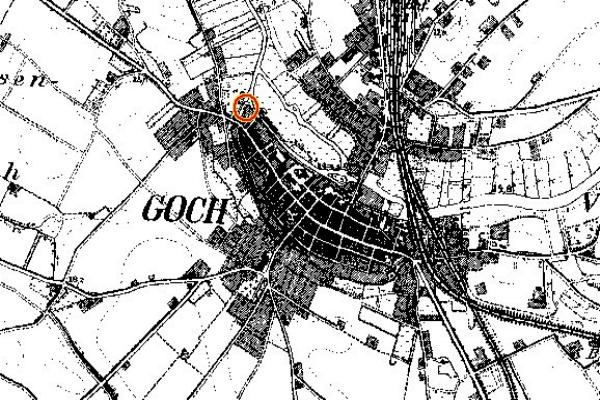
Ölmühle Goch auf der Neuaufnahme 1892
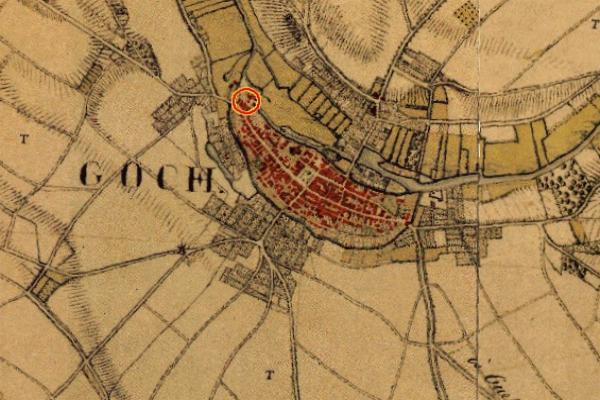
Ölmühle Goch auf der Tranchotkarte 1802